# Akrillai
Akrillai (Ἄκριλλαι in greco; Acrillae o Acrillas in latino) era un'antica colonia greca situata nel territorio dell'odierno Chiaramonte Gulfi. I resti dell'antico sito si trovano in contrada da Piano del Conte-Morana e Piano Grillo, nelle immediate vicinanze del santuario della Beata Vergine Maria di Gulfi e del Villaggio Gulfi. Le necropoli del VI-V secolo a.C., scoperte dall'archeologo Corrado Melfi, si trovano nelle contrade Paraspola-Pipituna, Canalotto-Donna Pirruna.

## Storia della città

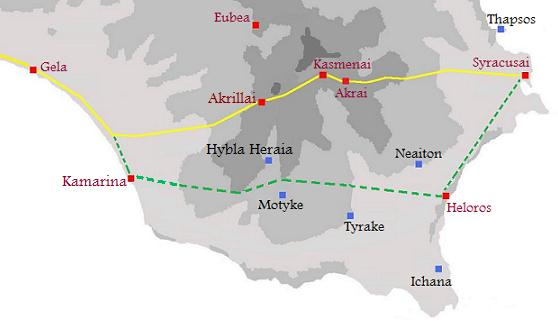
La Sicilia sud-orientale e le città del V secolo a.C. Le città greche in rosso, città sicule in blu, la via Selinuntina in giallo e la via Elorina in verde

### Età ellenica
La città venne fondata dai greci corinzio-siracusani al tempo della fondazione di Kamarina (598 a.C.) come avamposto sulla strada che da Siracusa portava a Gela ed Akragas passando da Akrai e Kasmenai, in modo da evitare il passaggio lungo il basso Ibleo e da Hybla Heraia.
La città basò la propria economia sul commercio vista la strategica posizione sulla via Selinuntina. Nei pressi sorgeva la città di Kamarina e l'abitato ellenistico di Scornavacche, dove negli scavi sono venuti alla luce numerose fornaci per la cottura d'argilla.
Akrillai rimase sempre sotto l'influenza di Siracusa di cui fu alleata e secondo lo storico latino Tito Livio la città fu usata come fortilizio abbastanza agguerrito nel corso della seconda campagna siciliana dei Cartaginesi. Nel 406 a.C., dopo la caduta di Akragas e Gela, la cittadina subì la sua prima distruzione da parte dei Cartaginesi durante la loro avanzata verso Siracusa.

### Akrillaeromana
Lo storico Tito Livio racconta della battaglia avvenuta ad Akrillae nel 213 a.C. tra i Siracusani, guidati dallo stratega Ippocrate, e l'esercito romano del console Marco Claudio Marcello:
Con la sconfitta dei siracusani di Ippocrate la città di Akrillai passò a far parte della provincia romana di Sicilia e il nome cambio in Acrillae. Anche Plutarco cita la cittadina in una delle sue opere e numerose sono le testimonianze rimasteci della presenza dei romani sul sito.

### La Gulfi araba
Distrutta una seconda volta dagli Arabi del Asad Ibn Al Furat nell'827 a.d. il nome di 'Acrillae' spari ed il nuovo centro ricostruito prese il nome arabo di Gulfi per indicare il roseto ed una località ricca di vegetazione con il significato arabo di terra amena.
Anche il vicino fiume Dirillo trae il suo nome da Acrillae. Chiamato Achates in epoca greca e romana, per la presenza della pietra agata, assunse il nome di Wadi Ikrilu (fiume delle Acrille) in epoca araba.

## Scavi
Akrillai fu scoperta dallo storico locale Corrado Melfi e identificata dall'archeologo Antonino Di Vita, accademico dei Lincei, con diverse campagne di scavi i cui numerosi reperti riportati alla luce, fra cui dei vetri istoriati, sono conservati nel Museo archeologico regionale di Siracusa.